# 향선나무
향선나무(Fontanesia phillyreoides)는 중국 원산인 낙엽관목으로 높이 3m 정도이다. 가지가 많고 잎은 마주나며, 난상 피침형, 긴 타원형, 길이는 2-7cm, 폭 8-22mm, 양 면에 털이 없고, 표면은 짙은 녹색, 주맥이 들어가고, 뒷면은 회록색, 주맥이 튀어나오며, 끝이 뾰족하고, 가장자리는 거의 밋밋하다. 꽃은 햇가지의 잎겨드랑이에 짧은 총상꽃차례가 연달아 달려 전체가 원추꽃차례 모양이다. 열매는 시과이고 납작한 둥근 모양으로 끝이 오목하게 들어간다. 개화기는 5월, 결실기는 10월로 열매가 난형의 부채꼴로 되어, 미선나무 열매와 약간 비슷하다.